# Исусова молитва
Иисусовата молитва или молитва на сърцето в православието е кратка молитва обръщение към Иисус Христос, Божия Син с молба за помилване. В оригиналния си вариант не включва думата „грешния“, която е добавена по-късно. Често молитвата се повтаря многократно.

Господи, Иисусе Христе, Сине Божий, помилуй мене грешния